# 1371
سنة 1371 كانت سنة بسيطة تبدأ يوم الأربعاء (الرابط يظهر نموذج التقويم الكامل للسنة) من التقويم اليولياني.

## أحداث
- تأسيس مدينة كروشيفاتس وتقع حاليا في صربيا.

## مواليد
- تشنغ خه

## وفيات
- فوكاشين مرنيافتشيفتش